# Alexander Fu Sheng
Alexander Fu Sheng (chinesisch 傅聲 / 傅声, Pinyin Fù Shēng, Jyutping Fu6 Sing1; * 20. Oktober 1954 als Chang Fu-sheng 張富聲 / 张富声,  Zhāng Fùshēng, Jyutping Zoeng1 Fu3sing1 in Hongkong; † 7. Juli 1983 ebenda) war ein bekannter Darsteller des Hongkong-Kinos der 1970er-Jahre.

## Leben
Fu Sheng wurde als Sohn des wohlhabenden Immobilienmaklers Chang Jen-lung in Hongkong als zweitjüngstes von elf Geschwistern geboren und wuchs in den USA auf Hawaii auf. Sein jüngerer Bruder Chang Chan-peng arbeitete ebenfalls als Schauspieler. Mit acht Jahren lernte er Karate und Judo und bewarb sich 1971 auf der Schauspielschule der Shaw Brothers in Hongkong, wo er nach seiner Ausbildung unter Vertrag genommen wurde. Seine Karriere begann er mit kleinen Nebenrollen, bis er schließlich in mehreren Jugendfilmen eingesetzt wurde. Regisseur Chang Cheh, welcher bereits Stars wie Jimmy Wang Yu und David Chiang entdeckt hatte, wurde schließlich auf ihn aufmerksam und besetzte ihn nach einem halbjährigen Intensivtraining mit Meister Liu Chia-liang in Martial-Arts-Filmen.
In den späten 70ern wurde er zum gefeierten Star. Anders als viele seiner Vorgänger hatte er nicht nur schauspielerisches und kämpferisches, sondern auch komödiantisches Talent.
Chang Cheh, dessen Spezialität es oft war, Schauspielerduos zu gründen (von denen das erste und erfolgreichste von David Chiang und Ti Lung gebildet wurde), stellte seinem Schützling Fu Sheng den jungen Nachwuchsdarsteller Chi Kuan-chun zur Seite. Die beiden harmonierten gut und standen innerhalb von vier Jahren in elf Filmen gemeinsam vor der Kamera.
Am 4. Dezember 1976 heiratete Fu Sheng gegen den Rat von Verwandten und Freunden seine langjährige Freundin, die bekannte Macauer Sängerin Jenny Tseng, welche auch als Moderatorin, Schauspielerin und Modedesignerin bekannt war und noch heute ist. Trauzeugen waren die Shaw-Darsteller Wang Chung und Lily Li.
Am 7. Juli 1983 starb Alexander Fu Sheng an den Folgen eines schweren Autounfalls. Seine letzte Rolle, in dem Film Der Todesstab des Shaolin (The Eight Diagram Pole Fighter) übernahm nach seinem Tod Gordon Liu. Fu Sheng gilt trotz seines kurzen Lebens als einer der großen Darsteller Hongkongs. Noch heute hat er eine große Fangemeinde auf der ganzen Welt.
Fu Shengs Standardstimme in deutschen Filmen war Michael Ande.

## Filmografie (Auswahl)
- 1973: Wang Yu – Stahlharte Hongkong-Killer (Police force)
- 1974: Na Cha the Great
- 1974: Die tödlichen Fäuste der Shaolin (Heroes two)
- 1975: Aufstand in Peking (Boxer rebellion)
- 1975: Die gnadenlosen 5 (Five shaolin masters)
- 1975: Karato – Sein härtester Schlag (Disciples of Shaolin)
- 1975: Die unschlagbaren Sieben (Seven men's army)
- 1976: Alexander Fu Sheng – Der Todesblitz der Shaolin (Ts'ai-li-fo hsiao-tzu)
- 1976: Marco Polo im Reich des Kublai Khan (Marco Polo)
- 1976: Shaolin – Die Rache mit der Todeshand (Fang shih-yue yue hu hu-chieh)
- 1976: Der Tempel der Shaolin (Shaolin temple)
- 1977: The Brave Archer
- 1977: Die Blutsbrüder des Kung-Fu (Friends)
- 1977: Der Kung Fu-Fighter von China-Town (Tang jen chieh xiao)
- 1977: The Brave Archer 2
- 1978: Der Schrei des gelben Adlers (Leng xue shi san ying)
- 1979: Die grausame Rache der Shaolin (Feng-liu tan-chin)
- 1979: Die Tiger von Kwan-Tung (Ten tigeers from Kwan Tung)
- 1980: Alexander Fu Sheng – Der Schwur der Karateka (Chueh-tai shuang chiao)
- 1980: Alexander Fu Sheng – Die Eisenfaust (The proud twins)
- 1980: Das unbesiegbare Schwert des Shaolin (To-ching chien-ko tuan-ching tao)
- 1981: Die Rache des Karateka (Heroes shed no tears)
- 1981: Die unbesiegbaren Zwei (Magnificent wanderers)
- 1981: The Brave Archer 3
- 1982: Brave Archer and his Mate

Quelle: Hong Kong Movie Database